# Hrabove
Hrabove  (ucraniano: Грабове) es una localidad del Raión de Podilsk en el Óblast de Odesa de Ucrania. Según el censo de 2001, tiene una población de 1293 habitantes.